# Lainey Wilson

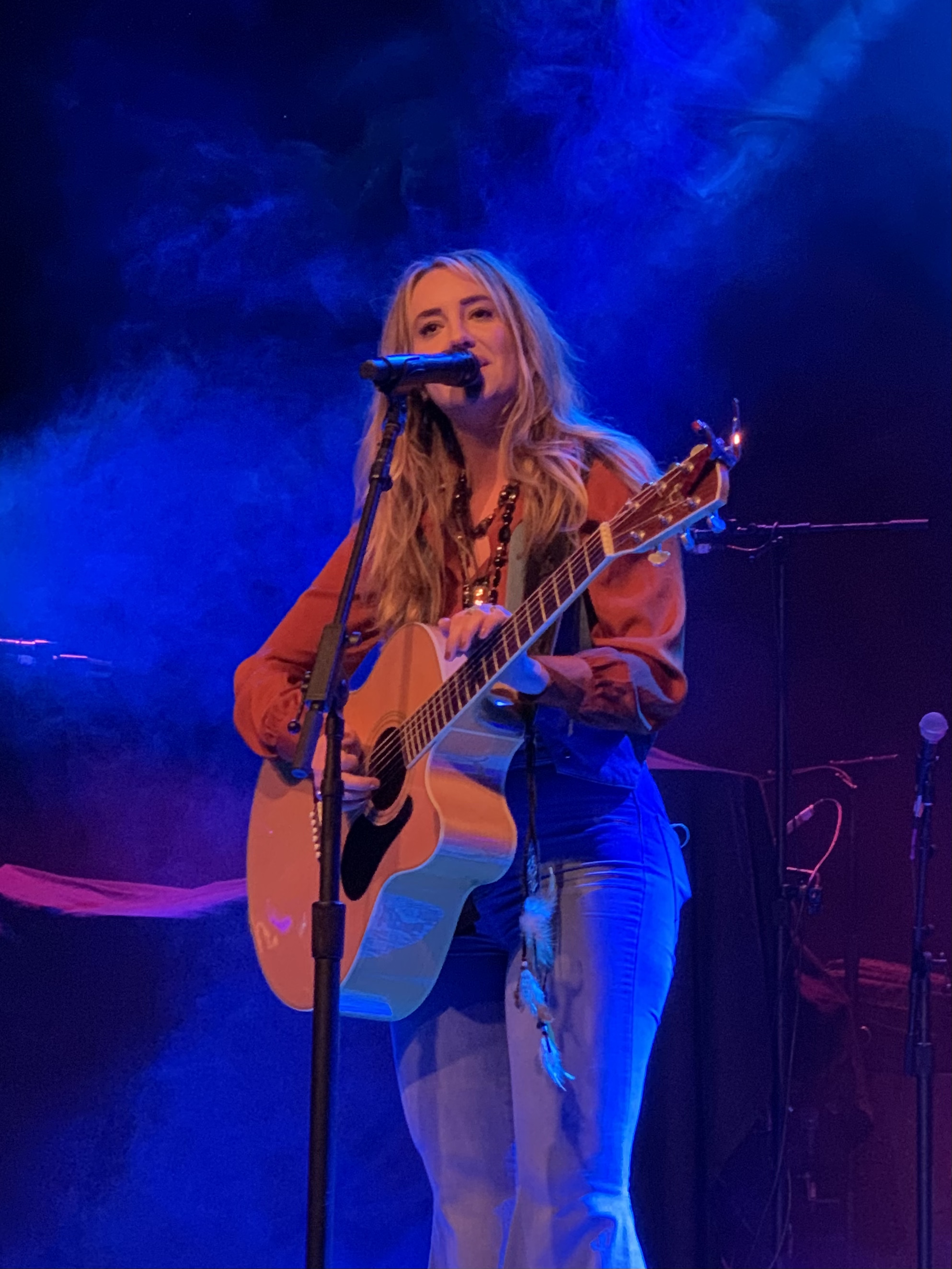
Lainey Wilson (2020)

Lainey Denay Wilson (* 19. Mai 1992 in Baskin, Louisiana) ist eine US-amerikanische Countrysängerin. Ihr viertes Album Bell Bottom Country wurde bei den Grammy Awards 2024 in der Kategorie Best Country Album ausgezeichnet. Darüber hinaus wurde sie dreizehnmal bei den Academy of Country Music Awards, neunmal bei den Country Music Association Awards und viermal bei den People’s Choice Country Awards ausgezeichnet. 

## Karriere
Die Tochter eines Farmers und einer Lehrerin wuchs in einem kleinen Dorf mit rund 300 Einwohnern in Louisiana auf. Sie hat eine Schwester. Im Alter von neun Jahren begann sie eigene Lieder zu schreiben und begann zwei Jahre später Gitarre zu spielen. Während ihrer Zeit an der High School trat sie als Hannah Montana auf Geburtstagsfeiern, Messen und Festivals auf. Im Jahre 2006 veröffentlichte Lainey Wilson über Myspace ihre Debüt-EP Country Girls Rule. Nach dem Schulabschluss zog Wilson im August 2011 nach Nashville, um eine Karriere als Sängerin zu starten. Sie spielte mehrere Konzerte in der Stadt und der Umgebung und veröffentlichte am 6. August 2014 über Cupit Records ihr selbstbetiteltes Debütalbum. Am 8. April 2016 folgte ihr zweites Studioalbum Tougher über Lone Chief Records, welches Platz 44 der Billboard Top Country Albums erreichte. Etwa zwei Jahre später folgte die zweite EP Lainey Wilson, die erneut im Selbstverlag erschien. Lainey Wilson unterschrieb einen Vertrag mit dem Verlag Sony Music Publishing sowie dem Plattenlabel BBR Music Group.
Nach einer Tournee im Vorprogramm von Morgan Wallen nahm Wilson mit dem Produzenten Jay Joyce die EP Redneck Hollywood auf, die am 13. September 2019 erschien. Ebenfalls mit Jay Joyce nahm sie daraufhin ihr drittes Studioalbum Sayin’ What I’m Thinkin’ auf, welches am 19. Februar 2021 erschien und Platz 40 der Billboard Top Country Albums erreichte. Die Single Things a Man Oughta Know brachte ihr den Durchbruch und erreichte Platz 32 der Billboard Hot 100 und wurde in den USA mit Gold und in Kanada mit Platin ausgezeichnet. Bei den Academy of Country Music Awards 2021 erhielt Lainey Wilson die Preise in den Kategorien New Female Artist of the Year und Song of the Year. Wilson begleitete Jason Aldean im Vorprogramm seiner Back in the Saddle-Tournee, bevor sie ihr viertes Studioalbum Bell Bottom Country aufnahme. Erneut wurde das Album von Jay Joyce produziert. Das Album erschien am 28. Oktober 2022 und erreichte Platz 51 der US-amerikanischen Albumcharts.
Bei den Country Music Association Awards 2022 wurde Wilson in den Kategorien Female Vocalist of the Year und New Artist of the Year ausgezeichnet. Ein Jahr später erhielt Lainey Wilson bei den Academy of Country Music Awards die Preise in den Kategorien Album of the Year und Female Artist of the Year. Darüber hinaus erhielt sie für ihre Rolle als Gastsängerin bei Hardys Lied Wait in the Truck die Preise in den Kategorien Musical Event of the Year und Visual Media of the Year. Ihr Debüt als Schauspielerin feierte Wilson in der fünften Staffel der TV-Serie Yellowstone. Am 23. August 2024 erschien ihr fünftes Studioalbum Whirlwind, welches Platz acht der US-amerikanischen, Platz 13 der britischen und Platz 25 der Schweizer Albumcharts erreichte.

## Stil
Mark Deming vom Onlinemagazin Allmusic beschrieb Lainey Wilsons Musik als „herzlich-zeitgemäßen Country mit dem gewissen Extra“, der seine Wurzeln „im klassischen Southern Rock und Classic Rock mit einem Spritzer modernen Pop“ hat. Ihr viertes Album Bell Bottom Country ist von der Outlaw-Bewegung der 1970er Jahre sowie vom Country-Rock beeinflusst.

## Diskografie
Studioalben

| Jahr | Titel Musiklabel                         | Höchstplatzierung, Gesamtwochen, AuszeichnungChartplatzierungen (Jahr, Titel, Musiklabel, Platzierungen, Wochen, Auszeichnungen, Anmerkungen) | Höchstplatzierung, Gesamtwochen, AuszeichnungChartplatzierungen (Jahr, Titel, Musiklabel, Platzierungen, Wochen, Auszeichnungen, Anmerkungen) | Höchstplatzierung, Gesamtwochen, AuszeichnungChartplatzierungen (Jahr, Titel, Musiklabel, Platzierungen, Wochen, Auszeichnungen, Anmerkungen) | Höchstplatzierung, Gesamtwochen, AuszeichnungChartplatzierungen (Jahr, Titel, Musiklabel, Platzierungen, Wochen, Auszeichnungen, Anmerkungen) | Anmerkungen                                                                                 |
| Jahr | Titel Musiklabel                         | CH | UK | US | Country | Anmerkungen                                                                                 |
| ---- | ---------------------------------------- | --- | --- | --- | --- | ------------------------------------------------------------------------------------------- |
| 2014 | Lainey Wilson Cupit                      | — | — | — | — | Erstveröffentlichung: 6. August 2014                                                        |
| 2016 | Tougher Lone Chief                       | — | — | — | Country44 (1 Wo.)Country | Erstveröffentlichung: 8. April 2016                                                         |
| 2021 | Sayin’ What I’m Thinking BBR Music Group | — | — | — | Country40 (8 Wo.)Country | Erstveröffentlichung: 19. Februar 2021                                                      |
| 2022 | Bell Bottom Country BBR Music Group      | — | — | US51 Platin · (33 Wo.)US | Country9 (101 Wo.)Country | Erstveröffentlichung: 28. Oktober 2022 Verkäufe: + 1.040.000; Grammy for Best Country Album |
| 2024 | Whirlwind BBR Music Group                | CH25 (1 Wo.)CH | UK13 (1 Wo.)UK | US8 (12 Wo.)US | Country3 (29 Wo.)Country | Erstveröffentlichung: 23. August 2024                                                       |

## Auszeichnungen
| - Academy of Country Music Awards - 2021: New Female Artist of the Year - 2021: Song of the Year für Things a Man Oughta Know - 2023: Female Arist of the Year - 2023: Album of the Year für Bell Bottom Country - 2023: Musical Event of the Year für Wait in the Truck (mit Hardy) - 2023: Visual Media of the Year für Wait in the Truck (mit Hardy) - 2024: Entertainer of the Year - 2024: Female Artist of the Year - 2024: Music Event of the Year für Save Me mit (Jelly Roll) - 2025: Entertainer of the Year - 2025: Female Artist of the Year - 2025: Album of the Year für Whirlwind - 2025: Artist-Songwriter of the Year - Country Music Association Awards - 2022: Female Vocalist of the Year - 2022: New Artist of the Year - 2023: Album of the Year für Bell Bottom Country - 2023: Entertainer of the Year - 2023: Female Vocalist of the Year - 2023: Musical Event of the Year für Wait in the Truck (mit Hardy) - 2023: Music Video of the Year für Wait in the Truck (mit Hardy) - 2024: Female Vocalist of the Year - 2023: Music Video of the Year für Wildflowers and Wild Horses | - CMT Music Awards - 2024: Female Video of the Year für Watermelon Moonshine - Grammy Awards - 2024: Best Country Album - iHeartRadio Music Awards - 2024: Country Song of the Year für Heart Like a Truck - People’s Choice Country Awards - 2024: Female Country Artist of the Year - People’s Choice Country Awards - 2023: The Female Artist of 2023 - 2023: The Album of 2023 für Bell Bottom Country - 2023: The Music Video of 2023 für Wait in the Truck (mit Hardy) - 2023: The Collaboration Song of 2023 für Save Me (mit Jelly Roll) - 2024: The Female Artist of 2023 |